# Loiu
Loiu è un comune spagnolo di 2 318 abitanti situato nella comunità autonoma dei Paesi Baschi.
Vicino sorge l'aeroporto di Bilbao.